# Anton Kocian
Anton Kocian junior (ur. 13 czerwca 1900 w Zubercu, zm. 28 marca 1984 w Trzcianie) – słowacki nauczyciel i ornitolog związany z Muzeum Orawskim. Był działaczem ochrony przyrody i turystycznym na Orawie. Syn Antoniego Kocyana, ojciec Ľudovíta Kociana.

## Życiorys
Po ukończeniu studium pedagogicznego w Spiskiej Nowej Wsi uczył w szkołach w Zubercu, Spiskiej Cieplicy, Jelszawie i w Dolnym Kubinie. Później był kierownikiem szkoły w Namiestowie, a następnie profesorem gimnazjów w Martinie i Trzcianie. Studia zawodowe uwieńczył dyplomem Wydziału Nauk Przyrodniczych Uniwersytetu Komeńskiego w Bratysławie.
Był znanym miłośnikiem przyrody. Wszędzie gdzie przebywał, poznawał miejscową florę i faunę, prowadził studia botaniczne i ornitologiczne w terenie. Gromadził zielniki, preparował eksponaty przyrodnicze, uzupełniał i porządkował zbiory miejscowych muzeów. Publikował wiele prac z zakresu ochrony przyrody. Był absolwentem szeregu kursów i seminariów dla pracowników muzealnych, a z czasem sam na nich zaczął wykładać. Po odejściu na emeryturę podjął pracę w Muzeum Orawskim na Zamku Orawskim, w którym podjął się uporządkowania i opisania zbiorów zoologicznych, będących darem jego ojca.
Anton Kocian był również zapalonym turystą, a jego ulubionym terenem wycieczkowym były Tatry Zachodnie. Chodził po tych górach, często z synem, prawie do ostatnich lat swego życia. Napisał i zredagował również pierwszy przewodnik turystyczny po Orawie, wydany nakładem Macierzy Słowackiej w Dolnym Kubinie w 1933.